# Aralia malabarica
Aralia malabarica là một loài thực vật thuộc họ Araliaceae, đặc hữu của Ấn Độ.